# Echoma weyenberghi
Echoma weyenberghi is een keversoort uit de familie bladkevers (Chrysomelidae). De wetenschappelijke naam van de soort werd in 1878 gepubliceerd door Dohrn.